# Patricio Mejías
Patricio Mejías Garrido (Santiago, 5 de noviembre de 1962) es un comediante chileno. Es reconocido en su país como integrante del trío humorístico Los Atletas de la Risa.

## Biografía
Nacido en la comuna de Puente Alto en Santiago, Mejías fue camionero en su adolescencia al igual que su padrehasta que decidió incursionar en el humor callejero en los años ochenta.
Inicialmente fue parte del grupo humorístico Les Rotequeshasta que en 1987 se unió a Juan Carlos Donoso y Roberto Saldías para formar el grupo Los Ateltas de la Risa.
En 1989, junto al trío humorístico, presentaron su primera película en formato VHS, Del hotel a la calle.Ese mismo año se presentó por primera vez en televisión, siendo parte de la sección de personajes populares de Sábado Gigante en Chile.
Siendo parte de Los Atletas de la Risa, su primera participación en un festival televisado fue en 2012 cuando formó parte de la primera edición del Festival de Dichato.Al año siguiente se presentó con Donoso y Saldías en el Festival Internacional de la Canción de Viña del Mar, donde recibieron las antorchas y gaviotas de plata y oro, respectivamente.
En 2015 participaron por primera vez en la Teletón y al año siguiente se presentaron en el Festival del Huaso de Olmué.
En 2021, Mejías participó en la primera temporada del programa The Covers, transmitido por Mega, donde imitó al cantante argentino Leo Dan.

## Vida personal
Mejías está casado con la cantante Viviana Rodríguez desde 1989,con quien tiene cuatro hijos, todos cantantes: Vincent, ganador de Rojito, la competencia de la tercera generación de Rojo Fama Contrafama en 2003; Ángel, participante de Talento Chileno; junto a Viviana y Yovanhi, quienes forman la dupla Vian Yovi.